# High Speed Uplink Packet Access
High Speed Uplink Packet Access (HSUPA) ist ein Übertragungsverfahren des Mobilfunkstandards UMTS, das höhere Datenübertragungsraten im Uplink ermöglicht und die Roundtrip-Zeiten (oft als Ping bezeichnet) verkürzt. Mit HSUPA konnten in Kategorie 6 bis zu 5,76 Mbit/s und in Kategorie 9 (Release 9) bis zu 23 Mbit/s erreicht werden. HSUPA ist Teil des Release 9 von UMTS.

## Datenraten
| HSUPA Kategorie | Maximaler Upload |
| --------------- | ---------------- |
| 1               | 0,73 Mbit/s      |
| 2               | 1,46 Mbit/s      |
| 3               | 1,46 Mbit/s      |
| 4               | 2,93 Mbit/s      |
| 5               | 2,00 Mbit/s      |
| 6               | 5,76 Mbit/s      |
| 7 (3GPP Rel7)   | 11,5 Mbit/s      |
| 8 (3GPP Rel9)   | 11,5 Mbit/s      |
| 9 (3GPP Rel9)   | 23 Mbit/s        |

## Länder

### Deutschland
Deutsche Mobilfunk-Provider bauten seit Mitte 2007 ihr Netz HSUPA-fähig aus. T-Mobile und Vodafone führten diesen Ausbau weitgehend durch und stellten eine Uplinkrate von bis zu 1,45 Mbit/s zur Verfügung. O₂ begann Ende 2008 mit dem HSUPA-Ausbau.
Laut Produktdatenblatt der Klarmobil GmbH bot diese mit ihrem „XSStick W14“ genannten Surf-Stick HSUPA mit bis zu 5,76 Mbit/s an. Vodafone bot für Vertragskunden ebenfalls einen Surfstick mit bis zu 5,76 Mbit/s an (K3765-HV), erwähnte aber HSUPA nicht direkt. Für Prepaid-Kunden bot Vodafone lediglich bis zu 384 kbit/s an (Stick: K3565).

### Österreich
In Österreich wurde HSUPA seit 2007 von allen Netzbetreibern unterstützt.